# Plagiochila modesta
Plagiochila modesta là một loài rêu trong họ Plagiochilaceae. Loài này được Dugas mô tả khoa học đầu tiên năm 1928.
Danh pháp khoa học của loài này chưa được làm sáng tỏ. 